# Česko-slovanská podpůrná společnost
Česko-slovanská podpůrná společnost (Č.S.P.S., anglicky Czech-Slovak Protective Society), později nazvaná Československá asociace (Czecho Slovakian Association), byla organizací podporující blaho českých a slovenských imigrantů do Spojených států amerických. Česko-slovenská ochranná společnost začínala jako organizace pojišťovacích služeb. Ve své době se jednalo o největší česko-americký svobodomyslný krajanský spolek v USA.

## Historie

### Vznik
Č.S.P.S. byla založena v St. Louis ve státě Missouri roku 1854 zdejší komunitou Čechů. Inspirací jim byl tzv. Česko Slovanský Podpůrný Spolek, organizace založená roku 1850 v New Yorku. Ten měl za cíl organizovat společenský život česky mluvící americké komunity, ale také poskytovat finanční a materiální pomoc krajanům v existenčních problémech, jehož byl členem mj. i Vojta Náprstek. Činnost spolku byla však po dvou letech ukončena. Jeho někdejší předseda, podnikatel Václav Pohl, který přesídlil právě do St. Louis, se o vznik Č.S.P.S. výrazně zasloužil a nový spolek byl částečně postaven na Pohlem vlastněných stanovách někdejšího spolku newyorského.

### Účel
Stejně jako jiné přistěhovalecké společnosti začala nabízet jakýsi pojistný program, který poskytoval pojištěným členům z české imigrantské komunity finanční příspěvky v případě nemoci či pokrýval náklady na pohřeb. V své době se jednalo o největší českoamerickou krajanskou organizaci. 
Č.S.P.S. se sídlem v St. Louis ve státě Missouri se v roce 1933 včlenila do organizace Czechoslovak Society of America (Československá společnost americká) a formálně tak zanikla. Tato nová organizace se sídlem v Lombard, Illinois změnila svůj název na CSA Fraternal Life v roce 1982.
Úvodní vklad byl dolar dvacet pět centů a měsíční poplatky ve výši padesáti centů zajišťovaly členům finanční podporu v případě nemoci, včetně vážných dětských onemocnění, úrazu, invalidity či smrti. Roku 1897 se kvůli rozporům (dvacetiletý měl platit stejné úmrtní poplatky co šedesátiletý) stal John Rosicky jedním ze zakladatelů Západní Česko-Bratrské Jednoty (Z.Č.B.J.).

### Z.Č.B.J.

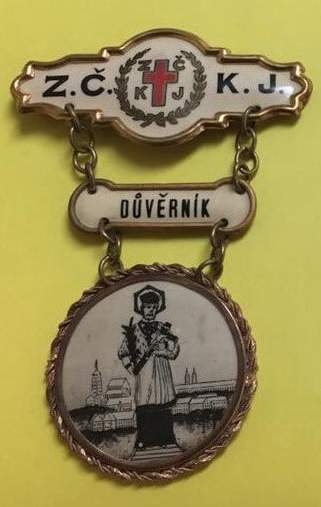
odznak Z.Č.K.J.

9-11.2.1897 konán byl v Omaze sjezd který se usnesl, že západní řády se od Jednoty Č.S.P.S. odtrhnou a založí novu samostatnou Jednotu. 4. července počaly západní řády samostatně pracovati pod "Západní Česko-Bratrskou Jednotou" (Z.Č.B.J.) která 31.3.1904 měla 3758 členů, 1470 členkyň a 115 řádů. Úmrtné rozděleno na 4 třídy a to: 500 - 1000 - 1500 - 2000 dolarů a rozdělení úmrtních poplatků stanoveno podle stáří.
Jednota vydávala měsíčník "Bratrský Věstník", jehož první číslo vyšlo 1.1.1898 v Omaze, vydavatel Jan Rosický. Hlavní sídlo Jednoty bylo v Cedar Rapids, Iowa.
Jednotlivé pobočky předcházely vytvoření organizace Western Bohemian Fraternal Association, která nabízela jisté typy pojištění pro české a slovenské přistěhovalce. Dnes působí jako pojišťovna Western Fraternal Life a vydává časopis Fraternal Herald (Bratrský Věstník).

### Z.Č.K.J.
Západní Česko Katolická Jednota (Z.Č.K.J.) byla založena 29. září 1898 jako místní pobočka Z.Č.B.J. ve státech Nebraska, Minnesota, North Dakota and South Dakota. V roce 1929 byla jednota připojena k jednotě Katolický Dělník.

### Národní noviny
Spolek se mj. také podílel na vydávání a distribuci česky psaného periodika pojmenovaného Národní Noviny, na jejichž vzniku podíleli zejména Hynek Sládek, Jan Borecký a první šéfredaktor Jan Bolemil Erben. První číslo vyšlo 21. ledna 1860 v St. Louis, o pouhé tři týdny později, než František Kořízek připravil v Racine ve Wisconsinu list s názvem Slowan Amerikánský. Národní Noviny se tak staly druhým česky psaným krajanským periodikem v USA. Posléze byly s Kořízkovým listem sloučeny do deníku Slávie.

## Místní sídla

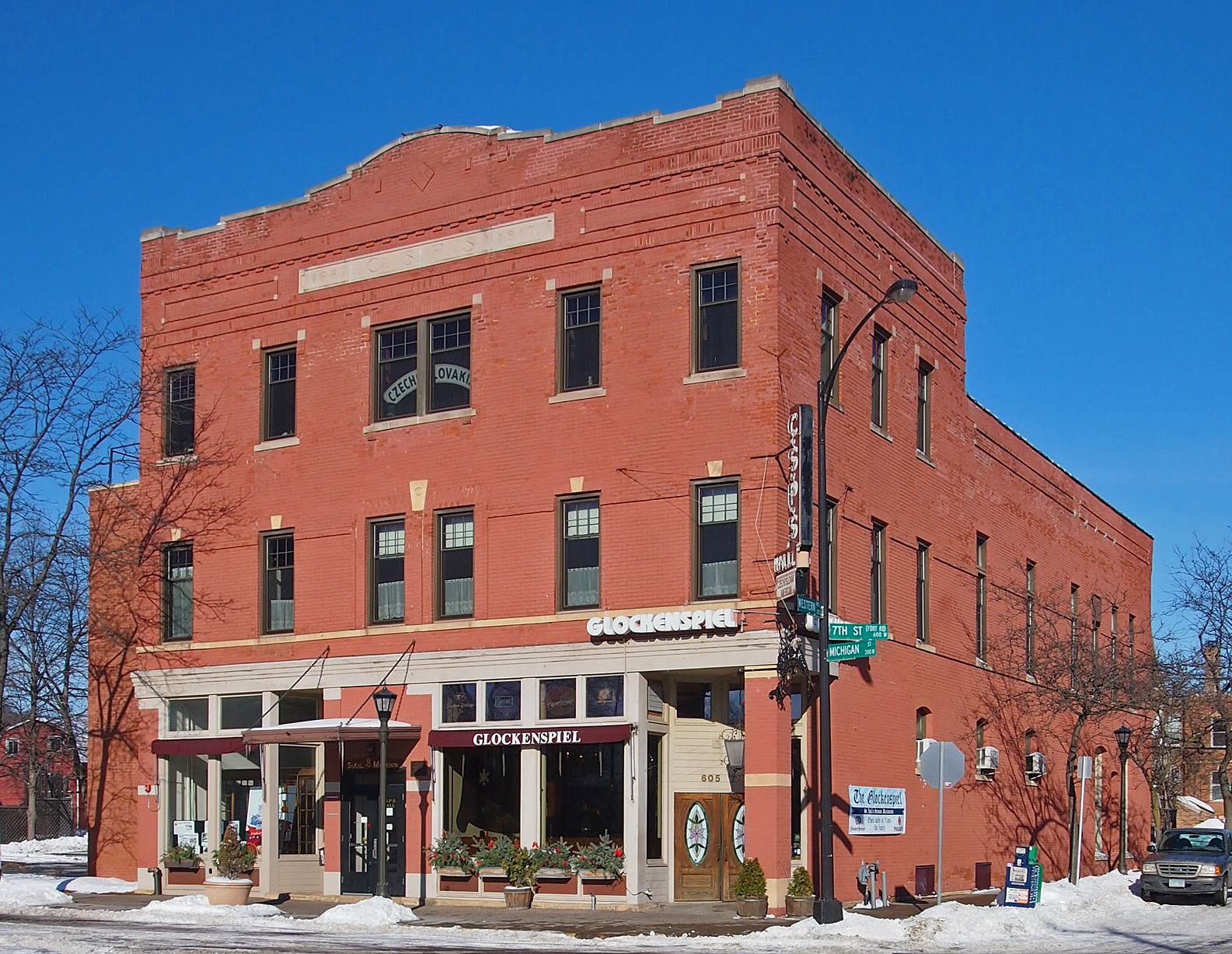
CSPS Hall (Saint Paul, Minnesota)

- První pobočka Č.S.P.S. mimo St. Louis vznikla v Cedar Rapids, Iowa v roce 1879, dvě další pak byly v Iowě založeny v roce 1882. CSPS Hall (Cedar Rapids, Iowa) byla postavena v letech 1890-91 a dvakrát rozšířena v následujících dvou desetiletích. Na seznamu NRHP je v roce 1978.
- Velká lóže Č.S.P.S. v Baltimore, Maryland byla založena v roce 1880. Přidružený zdejší Český národní hřbitov v Baltimoru byl založen v roce 1884 a je uveden v americkém Národním registru historických míst (NRHP).
- Č.S.P.S. Iowa City, Iowa, byla zorganizována v roce 1882 a postavila svou spolkovou síň v roce 1900. Hala byla uvedena na NRHP v roce 1975.
- Č.S.P.S. Saint Paul, Minnesota postavila své sídlo v roce 1887; je rovněž uvedeno na seznamu NRHP.
- Narodní síň, Edwardsville, Illinois, postavená v roce 1906, uvedena na seznamu NRHP.
- Czech Hall, Yukon, Oklahoma, postavená v roce 1925, uvedena na seznamu NRHP.
- CSPS Lodge-Griesser Bakery, postavená v roce 1890,v Bryan, Texas, uvedena na seznamu NRHP.